# 信濃吉田駅

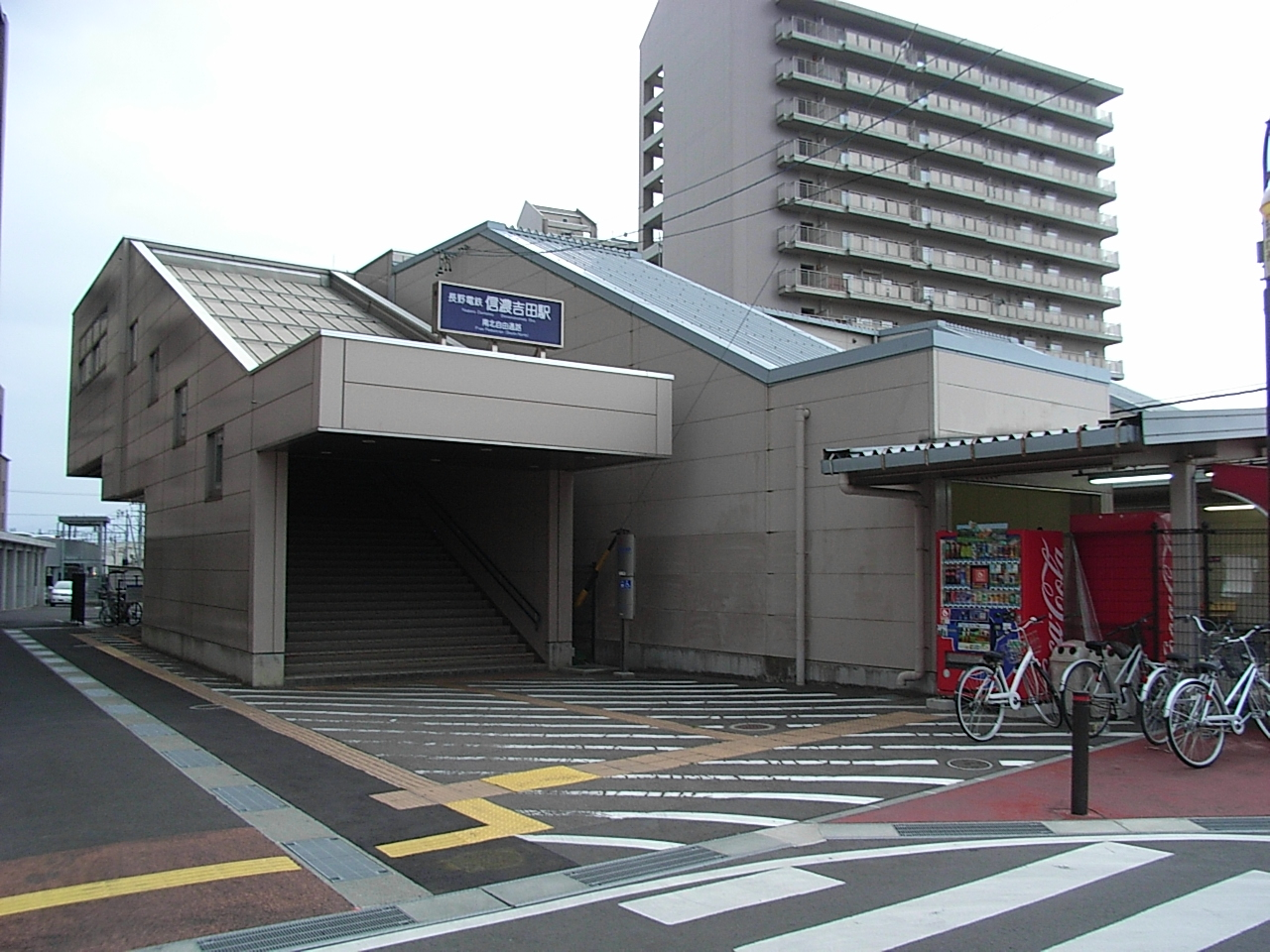
北口（2009年6月）

信濃吉田駅（しなのよしだえき）は、長野県長野市吉田三丁目にある長野電鉄長野線の駅。駅番号はN7。

## 歴史
- 1926年（大正15年）
  - 6月28日：長野電気鉄道により、吉田町駅として開業[1]。
  - 9月30日：長野電気鉄道と河東鉄道の合併により、長野電鉄の駅となる。
  - 10月5日：信濃吉田駅へ改称[1]。
- 1964年（昭和39年）10月21日：貨物営業廃止。
- 1968年（昭和43年）4月1日：手小荷物営業廃止。
- 1973年（昭和48年）12月25日：跨線橋設置に伴い、構内踏切廃止。
- 1984年（昭和59年）12月4日：停車場から停留場に変更される。
- 1997年（平成9年）4月1日：橋上駅舎完成[3]。

## 駅構造
相対式ホーム2面2線を有する地上駅。橋上駅舎を持つ有人駅である。入鋏を省略して入場する。各ホームには上り専用のエスカレーターが設置されている。
南口からペデストリアンデッキで、再開発ビル「ノルテながの」に直結している。
出札では、電車定期券・回数券のほか、長電バス定期券・長野地域連携ICカード「KURURU（くるる）」も取り扱っている。

### のりば
| 番線 | 路線    | 方向 | 行先                       |
| ---- | ------- | ---- | -------------------------- |
| 1    | ■長野線 | 下り | 須坂・信州中野・湯田中方面 |
| 2    | ■長野線 | 上り | 長野方面                   |

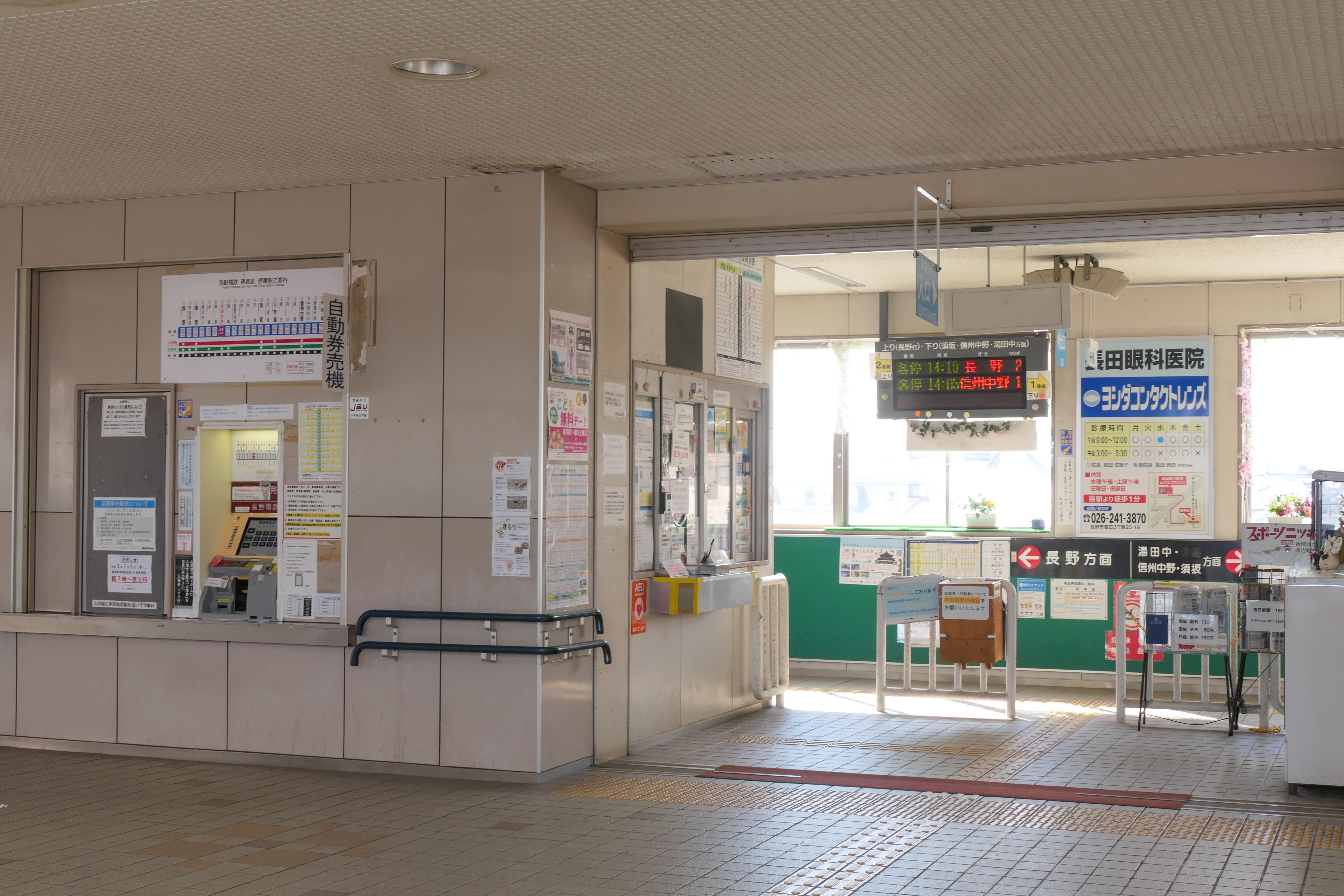
改札口と自動券売機（2022年2月）
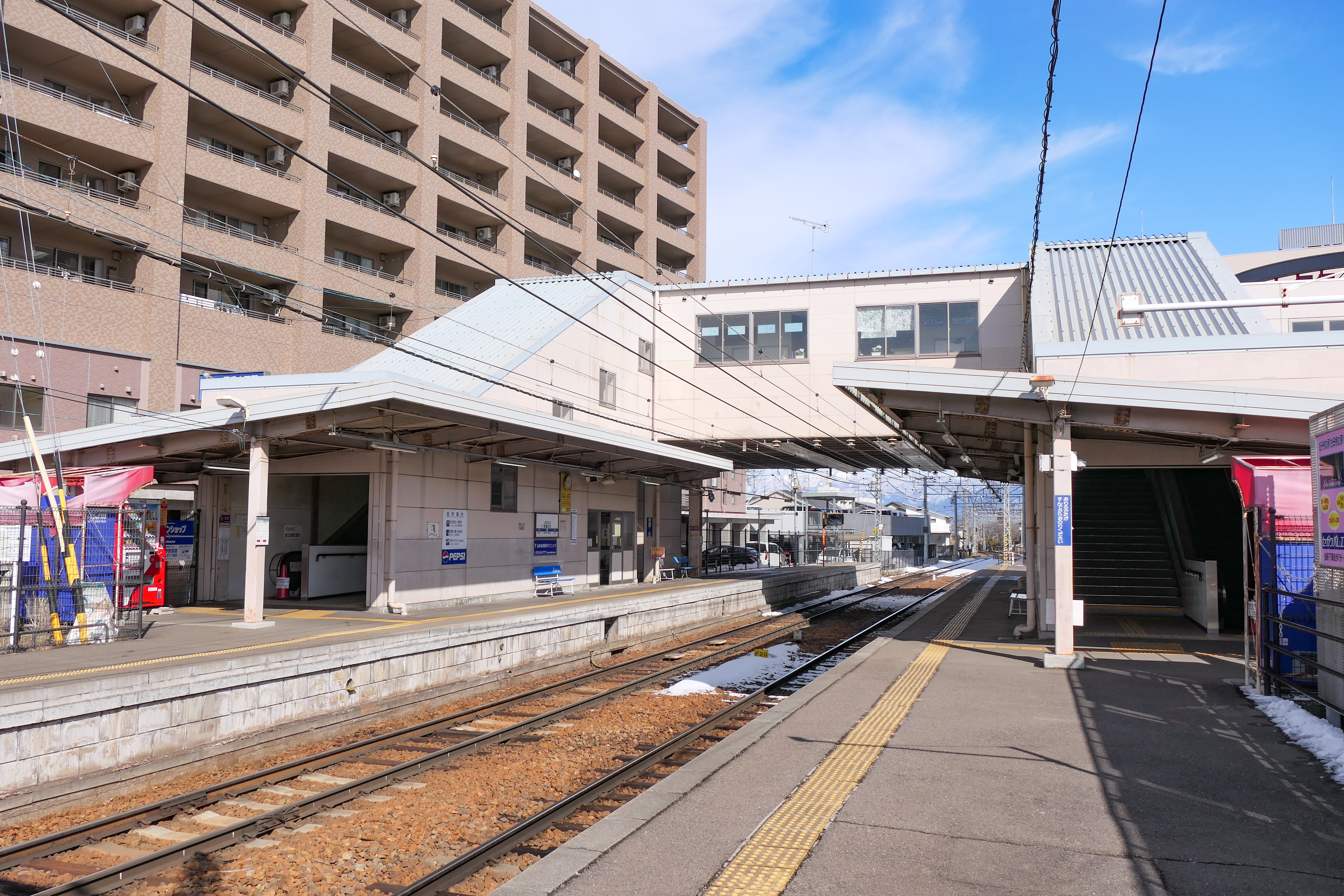
ホーム（2022年2月）
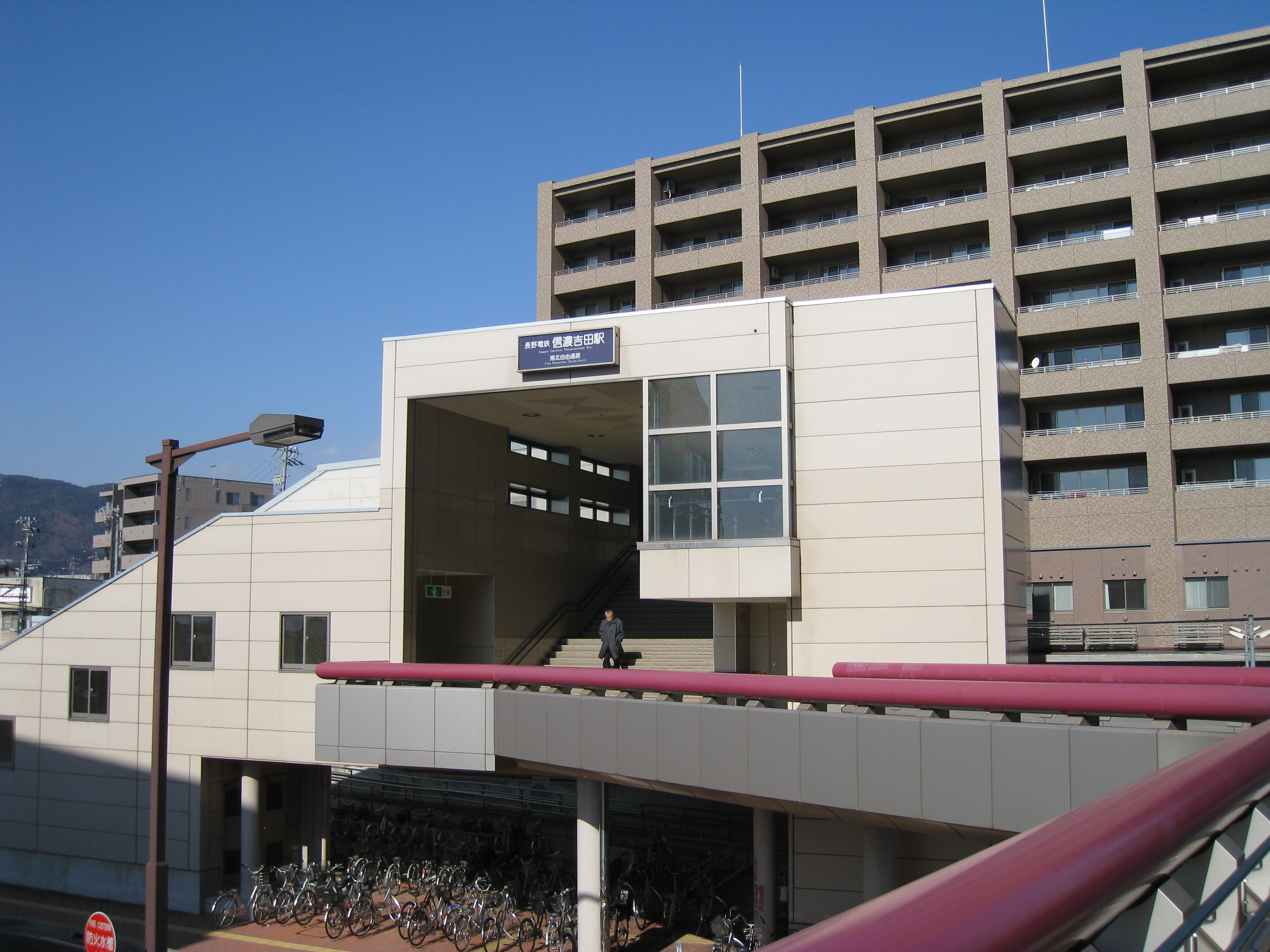
ノルテながの付近より（2009年1月）

## 駅周辺
- 北長野駅（徒歩約3分）[1] - しなの鉄道北しなの線（長野線は本駅と朝陽駅の間で同線とオーバークロスしている）
- 浅川
- 長野市立吉田小学校
- 長野市立東部中学校
- 長野日本大学中学校・高等学校[1]
- 長野県長野吉田高等学校
- 日本年金機構長野北年金事務所
- ノルテながの[1]
  - 長野市役所吉田支所
  - 八十二銀行 吉田支店
- 長野信用金庫 吉田支店
- 信濃吉田駅前A-2ビル
- 吉田の大イチョウ（皇足穂吉田大御神宮旧社地）
- 北長野ショッピングセンター ながの東急ライフは2024年に閉店した。
- かつては北長野駅に生鮮市場JC北長野店があったが2015年に閉店している。

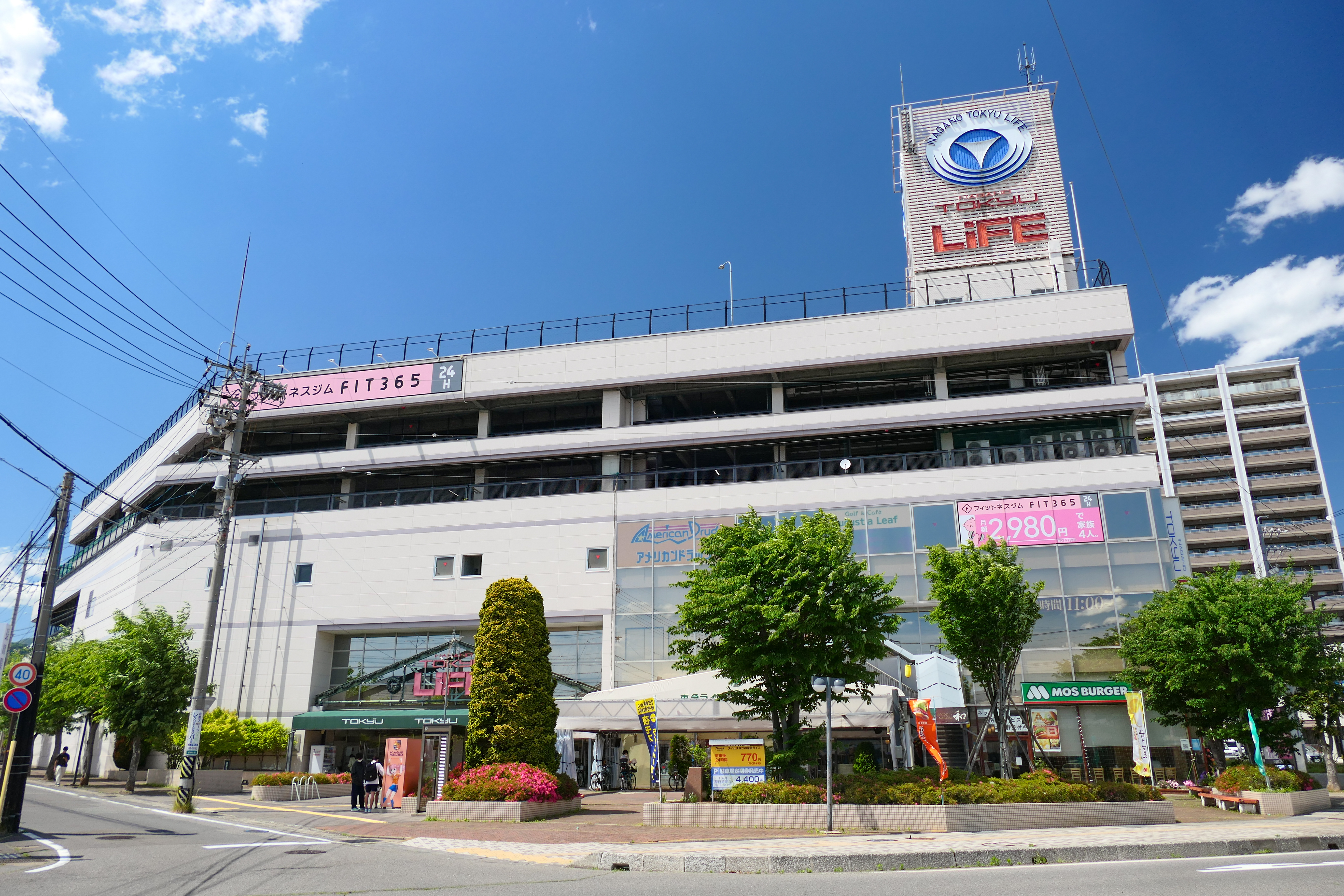
旧ながの東急ライフ南口駅前
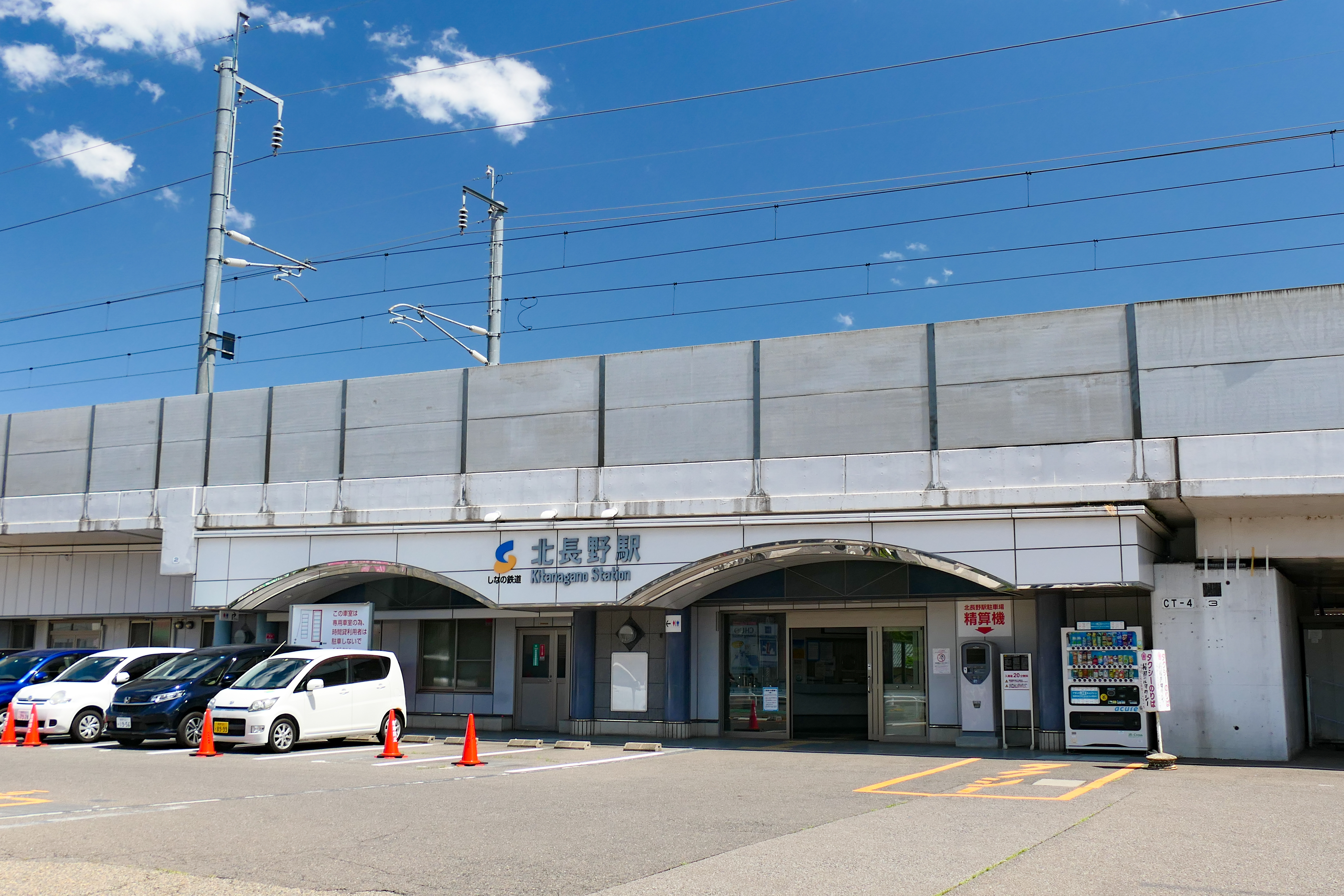
北長野駅
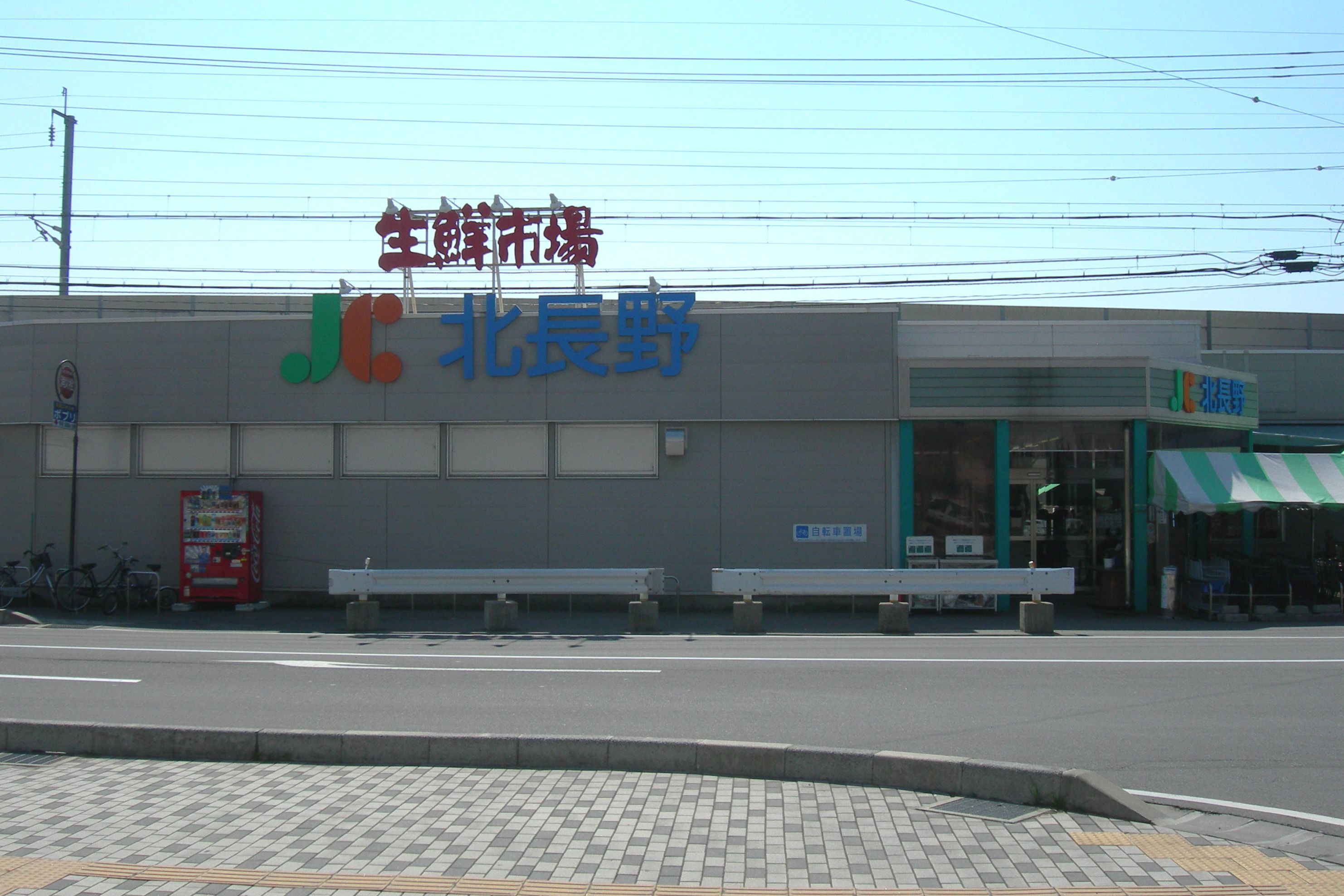
旧生鮮市場JC北長野店
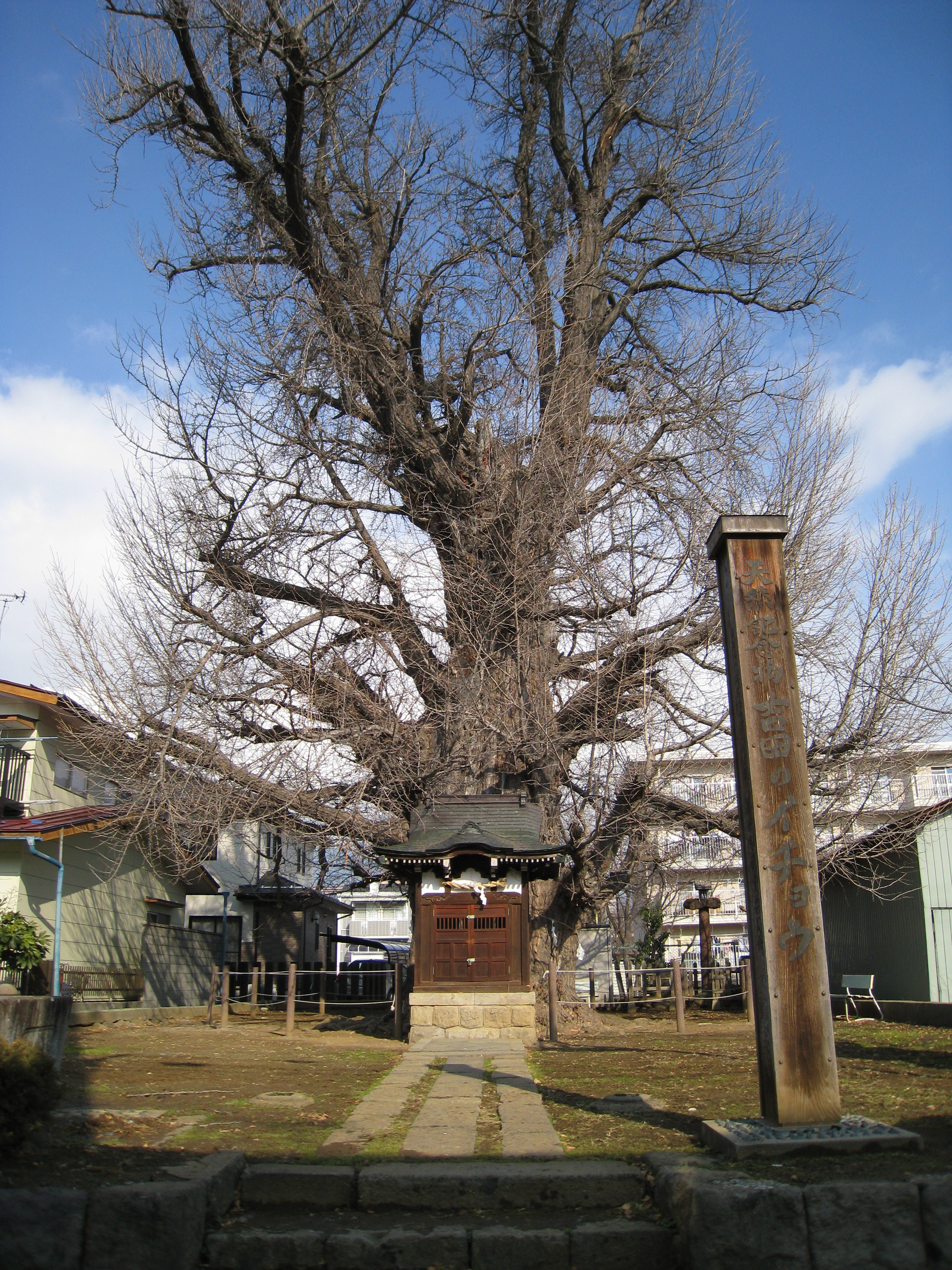
吉田の大イチョウ
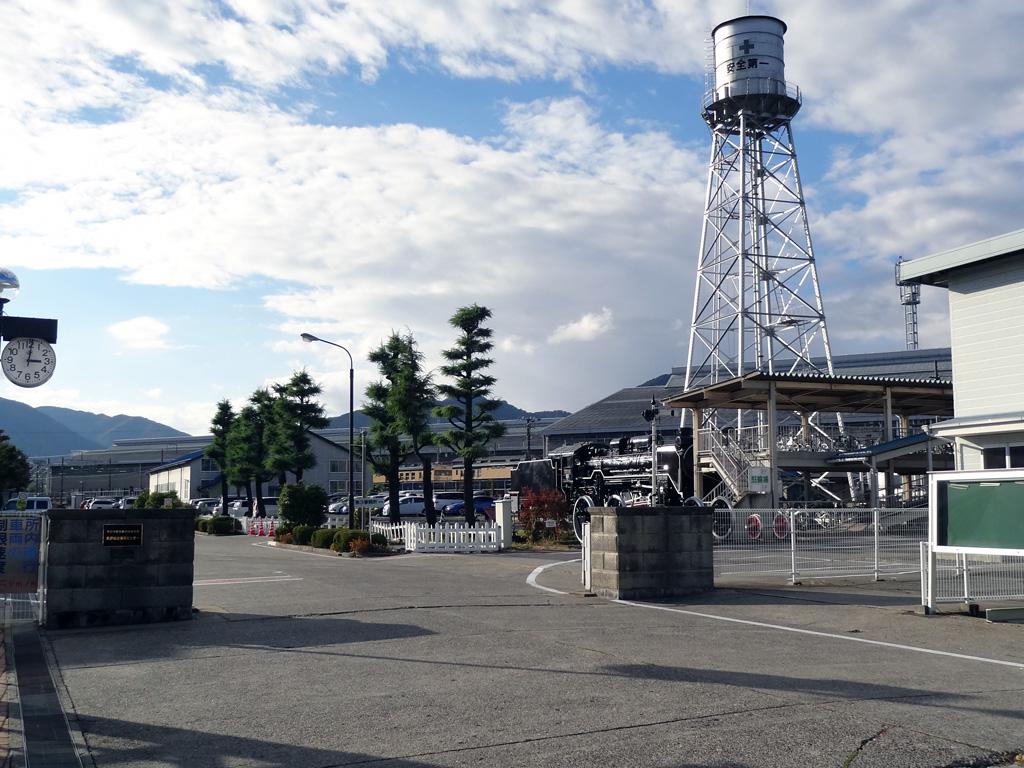
長野総合車両センター
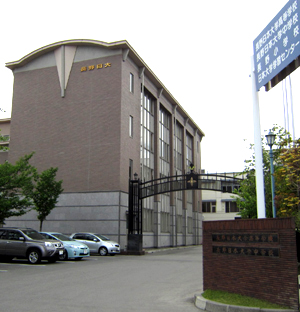
長野日本大学中学校・高等学校
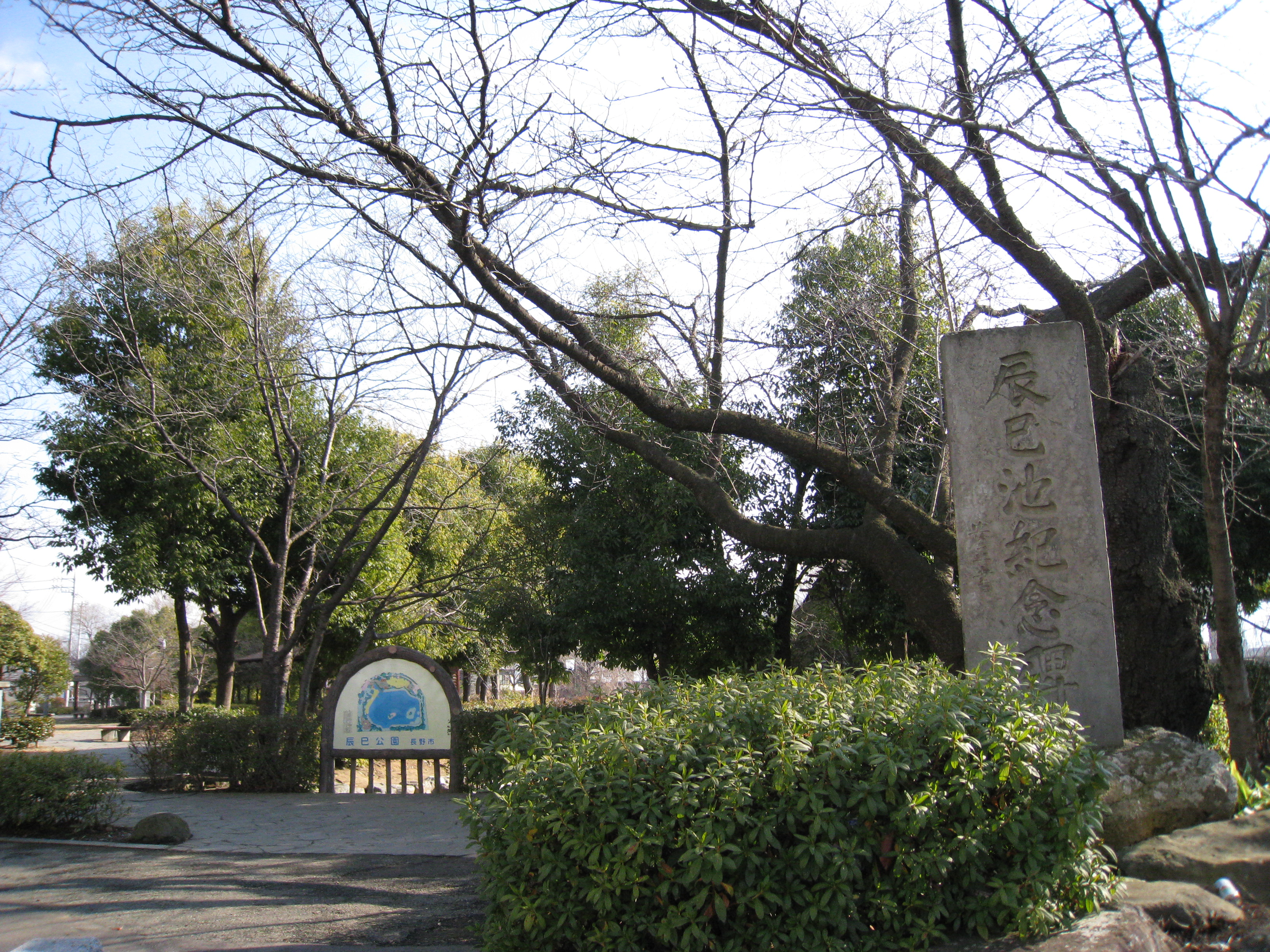
辰巳公園

## バス路線
南口ロータリーに東北ぐるりん号の信濃吉田駅停留所がある。

### 東北ぐるりん号
- 市民病院 → 古里支所 → 長野高専正門 → 信濃吉田駅 → 北長野駅 → 朝陽駅 → 市民病院

## 利用状況
近年の一日平均乗車人員の推移は下記のとおり。
| 年度   | 一日平均 乗車人員 |
| ------ | ----------------- |
| 2005年 | 1,415             |
| 2006年 | 1,361             |
| 2007年 | 1,290             |
| 2008年 | 1,308             |
| 2009年 | 1,246             |
| 2010年 | 1,247             |
| 2011年 | 1,320             |
| 2012年 | 1,355             |
| 2013年 | 1,381             |
| 2014年 | 1,421             |
| 2015年 | 1,465             |
| 2016年 | 1,492             |
| 2017年 | 1,499             |
| 2018年 | 1,432             |
| 2019年 | 1,397             |

## 隣の駅
長野電鉄
■長野線
■A特急
通過
■B特急
本郷駅 (N5) - 信濃吉田駅 (N7) - 朝陽駅 (N8)
■普通
桐原駅 (N6) - 信濃吉田駅 (N7) - 朝陽駅(N8)